# Tweetbot
Tweetbot war ein Drittanbieter-Client für das soziale Netzwerk Twitter. Das Programm war in zwei verschiedenen Versionen verfügbar, für iOS (iPhone, iPod touch und iPad) und für macOS. Die Entwicklung wurde eingestellt und das Programm am 19. Januar 2023 aus dem App Store entfernt, nachdem Twitter zuvor seine Richtlinie zur Nutzung der Schnittstelle (API) angepasst und den Zugriff für Drittanbieter beschränkt hatte.

## Geschichte
Tweetbot wurde ursprünglich am 14. April 2011 von Tapbots, LLC. für das iPhone im App Store veröffentlicht. Die App wurde immer weiter durch Updates verbessert. Tweetbots Funktionsumfang enthält die Möglichkeit, zwischen mehreren Twitter-Konten zu wechseln, Vorschaubilder von Bildern und YouTube-Videos in der Timeline zu sehen und Push-Nachrichten zu erhalten.
Am 8. Februar 2012 wurde eine speziell angepasste Version für das iPad veröffentlicht. Die verschiedenen Versionen synchronisierten sich dabei über die iCloud von Apple, sodass Tweets auf allen Geräten als schon gelesen angezeigt werden konnten.
Im Juni 2012 wurde eine Alpha-Version für OS X angekündigt. Seit dem 18. Oktober 2012 war eine finale Version von Tweetbot für Mac verfügbar. Das Programm beinhaltete alle Grundfunktionen der iOS App.
Im Oktober 2013 wurde Tweetbot 3 für das iPhone veröffentlicht. Die App hatte ein an iOS 7 angepasstes Design. Diese Version war kein kostenloses Update für die vorherige Tweetbot-Versionen, sondern musste erneut gekauft werden.
Am 1. Oktober 2015 hatte Tapbots Tweetbot 4 veröffentlicht. Die App setzte iOS 9 voraus und war erstmals eine Universal-App, die sowohl auf dem iPhone als auch dem iPad lief. Neue Funktionen waren unter anderem eine neue Statistik-Ansicht, eine neue Ansicht mit mehreren Spalten, Multitasking auf dem iPad und ein neues Design für Benutzerprofile. Der Verkauf der iPad-Variante wurde eingestellt.
Am 15. Mai 2018 wurde Tweetbot 3 für macOS als kostenpflichtiges Update veröffentlicht. Als wesentliche Neuerungen enthielt es erstmals einen Night Mode, also ein dunkles Designschema, sowie eine erweiterbare Seitenleiste. Später im gleichen Jahr, am 18. Oktober 2018, folgte die Veröffentlichung von Tweetbot 5 für iOS. Dessen Design wurde an mehreren Stellen überarbeitet und an die Version für macOS angepasst. Das zuvor bereits enthaltene dunkle Designschema wurde für die Nutzung auf OLED-Bildschirmen optimiert, mit denen zu der Zeit erstmals iPhones ausgestattet waren. Als neue Funktionen waren vor allem die Unterstützung für haptisches Feedback sowie die Nutzung von animierten GIFs über den externen Dienst Giphy enthalten. Für bestehende Nutzer war das Update kostenlos.
Tweetbot 6 für iOS wurde am 27. Januar 2021 veröffentlicht und setzte zum ersten Mal auf ein Abomodell (monatlich 0,99 €, jährlich 6,49 €). Der Datenaustausch mit Twitter erfolgte über eine neue Version der Schnittstelle (API) und ermöglichte Tweetbot als Drittanbieter die Nutzung einiger Funktionen, die zuvor allein den von Twitter angebotenen Anwendungen vorbehalten waren, etwa Cards oder Umfragen. Laut Angabe des Entwicklers Paul Haddad machte Apple zur Auflage, dass die vorherige Version Tweetbot 5 aus dem App Store entfernt werden musste.
Nach mehreren Tagen der Ungewissheit hat Twitter seine Richtlinie zur Nutzung der Twitter Schnittstelle am 19. Januar 2023 angepasst. Zuvor gab es einige Tage, unter anderem für Tweetbot, Störungen dieser Schnittstelle. Während dieser Zeit konnte Tapbots keine offiziellen Informationen bekommen, warum die Schnittstelle nicht funktionierte. Mit dem Untersagen der Schnittstellennutzung konnte Tweetbot nicht mehr wie bisher funktionieren und wurde aus dem App Store entfernt.

## Rezeption
Tweetbot erhielt meist positive Bewertungen von Kritikern. Die Mac-Version wurde als bester Desktop-Twitterclient gelobt. Auch die iOS-Version überzeugte. Gelobt wurde meist der große Funktionsumfang und ein tolles Design.